# Ai-Ling Lee
Ai-Ling Lee é um sonoplasta e diretor de som estadunidense. Foi indicado ao Oscar de melhor edição de som e ao Oscar de melhor mixagem de som na edição de 2017 pelo filme La La Land. Destacou-se também por seu trabalho em Spider-Man 2, Transformers: Dark of the Moon, 300: Rise of an Empire, X-Men: Days of Future Past e Deadpool.